# Seznam evroposlancev iz Švedske
Seznam evroposlancev iz Švedske je krovni seznam.

## Seznami
- seznam evroposlancev iz Švedske (1995-1999)
- seznam evroposlancev iz Švedske (1999-2004)
- seznam evroposlancev iz Švedske (2004-2009)
- seznam evroposlancev iz Švedske (2009-2014)
- poimenski seznam evroposlancev iz Švedske